# Петров, Дичо
Дичо Петров Таков (болг. Дичо Петров Таков; 6 ноября 1919, Проглед — 23 мая 1944, Батулия) — болгарский офицер, полковник (посмертно) болгарской армии и партизан времён Второй мировой войны.

## Биография
Родился 6 ноября 1919 в деревне Проглед. Окончил школу офицеров запаса в январе 1941 года. Служил в 11-м Сливенском пехотном полку, в июне 1942 года переведён на службу в 1/15-й пограничный отряд в деревне Конско (Гевгелия). 15 декабря 1943 вступил в переговоры с югославскими партизанами и в результате спланированного нападения перебежал с группой солдат, из которых был сформирован болгарский батальон имени Христо Ботева.
Погиб 23 мая 1944 во время битвы при Батулии. Посмертно после переворота 9 сентября произведён в полковники.